# 大张庄镇 (天津市)
大张庄镇，是中华人民共和国天津市北辰区下辖的一个乡镇级行政单位。
2020年7月，全国爱卫会命名大张庄镇为2017-2019周期国家卫生乡镇。

## 行政区划
大张庄镇下辖以下地区：
南麻疙瘩村、北麻疙瘩村、张献庄村、朱唐庄村、小孟庄村、小杨庄村、大杨庄村、北孙庄村、大张庄村、李辛庄村、北何庄村、小诸庄村、二阎庄村、刘招庄村、刘马庄村、南王平村、芦庄村、吕庄村、董连庄村、仁合营村、小韩庄村、高庄村、喜逢台村、下殷庄村、大兴庄村、大吕庄村、小田庄村、小马庄村、张五庄村、张四庄村和大诸庄村。